# Мемориальный комплекс «Прорыв»
Мемориальный комплекс «Прорыв» (бел. Мемарыяльны комплекс «Прарыў») — мемориальный комплекс, посвящённый героическому прорыву в ночь на 5 мая 1944 года партизанскими бригадами Полоцко-Лепельского партизанского соединения блокады, осуществлявшейся оккупационными немецко-фашистскими войсками в ходе проведения антипартизанской операции «Весенний праздник». Комплекс располагается в Ушачском районе Витебской области Беларуси в семи километрах северо-западнее районного центра Ушачи у деревни Новое Село.
Мемориальный комплекс торжественно открыт накануне 3 июля 1974 года, Дня празднования 30-летия освобождения Белоруссии от немецко-фашистских захватчиков.
Мемориальный комплекс «Прорыв» является филиалом учреждения культуры «Ушачский музей народной славы имени Героя Советского Союза В. Е. Лобанка».

## История
Мемориальный комплекс «Прорыв» размещён на местности, где 16-ти партизанским бригадам Полоцко-Лепельского партизанского соединения под общим командованием Героя Советского Союза Лобанка В. Е. с тяжелейшими потерями удалось прорвать окружение немецко-фашистских войск, сохранив управляемость и способность к сопротивлению, после чего партизанские бригады продолжили сражаться с захватчиками до соединения в июне 1944 года с частями Красной Армии. В образовавшийся прорыв вместе с партизанами вышло из окружения более 15 тысяч мирных жителей, избежав карательных действий оккупантов.
Боевые действия в Полоцко-Лепельской партизанской зоне при проведении немецко-фашистскими войсками карательной операции «Весенний праздник» (началась 11 апреля 1944 года), а также партизанский прорыв из вражеского окружения северо-западнее Ушач в ночь на 5 мая 1944 года, представлены на карте-схеме:
См. основные статьи: «Полоцко-Лепельская партизанская зона», «Операция «Весенний праздник» и партизанский прорыв под Ушачами весной 1944 года».

## Описание комплекса
От входа в мемориал ведёт вымощенная камнем дорога — это часть пути, направление, по которому прорывались партизаны в ночь на 5 мая 1944 года:
В начале дороги на мраморном подиуме расположена бронзовая рельефная плита в виде карты с объёмной схемой обороняющихся бригад Полоцко-Лепельской партизанской зоны с центром в Ушачах по состоянию на 11 апреля 1944 года, начало оккупационными немецко-фашистскими войсками карательной операции «Весенний праздник», и надписью на символическом бронзовом многократно увеличенном снарядном осколке (см. фотоописание):
«Партизанские соединения Полоцко-Лепельской зоны после длительных ожесточенных сражений с фашистскими карателями в мае 1944 года у деревень Плино и Паперино совершили легендарный прорыв вражеской блокады. Их было 17185 против 60 тысяч. Мужество народа победило. Смерть стала бессмертием».
На входе к верхней площадке комплекса возвышается в виде стены протяжённая каменная глыба (изображает блокирующие партизан многочисленные и сильно вооружённые немецко-фашистские войска), но расколотая на две части (проломленная) — этим символизируется прорыв партизанами блокадного плотного вражеского «кольца» окружения, установленного с целью полного уничтожения партизан в ходе масштабной карательной операции с задействованием кратно превышающей живой силы и при подавляющем преимуществе в технике и вооружениях. На боковых каменных стенах, ведущих к пролому, закреплены бронзовые таблички с наименованием всех 16-ти партизанских бригад, устремившихся здесь в 1944 году на прорыв из окружения:
За проломом установлена монументальная бронзовая скульптура партизана с автоматом в руке, в последнем броске героически проломившего вражескую «стену» окружения (см. фотоописание):
На верхней площадке комплекса «Площади Памяти» по правую руку от величественной фигуры партизана полукружием располагаются 33 мемориальные плиты, на которых нанесены установленные имена 1450 партизан, погибших во время блокады и героического прорыва:
Скорбным местом «Площади Памяти» является мемориальное братское захоронение более 450 партизан, погибших при прорыве из окружения, имена которых установить не удалось. На захоронении расположена композиция «Последний привал», состоящая из трёх поставленных в «пирамиду» вылитых в бронзе винтовок, венчаемых бронзовой лентой, на которой отлита надпись (см. фотоописание):
«Они пали в борьбе с врагом, выполнив свой священный долг перед Советской Родиной и историей».
На возвышенности в соответствии с количеством сражавшихся с врагом партизанских бригад посажены 16 дубов, которые символизируют величие духа и стойкость советских (белорусских) партизан.
На территории мемориального комплекса для ознакомления с бытом и атрибутами военного времени организована импровизированная «Партизанская деревня», с примерами строившихся тогда землянок, служивших для различных целей, и других строений (см. фотоописание ).
На площадке у входа в мемориальный комплекс организовываются выставки различной военной техники и вооружения (см. фотоописание).
Мемориальный комплекс «Прорыв» является одним из самых значительных произведений монументального искусства Республики Беларусь. Поездка на мемориальный комплекс в настоящее время включается в состав многих познавательных туристических маршрутов для тех туристов, кого привлекает туризм и отдых в Беларуси.

## Авторы
Авторами комплекса являются известные белорусские монументалисты:
- скульптор — народный художник БССР, лауреат Государственной премии БССР А. А. Аникейчик;
- архитекторы — лауреат Ленинской премии Ю. М. Градов, лауреат Ленинской премии Л. М. Левин.[1]